# Kerkgebouw Gereformeerde Gemeenten (Scherpenisse)
De kerk van de Gereformeerde Gemeenten is een kerkgebouw in de plaats Scherpenisse in de Nederlandse provincie Zeeland. De kerk is gelegen aan Schoolstraat 4.

## Geschiedenis
De Afgescheidenen van Scherpenisse sloten zich in 1909 aan bij de Oud-Gereformeerde Gemeenten. Zij hielden hun diensten op diverse plaatsen en in 1880 namen zij een kerkgebouw aan de Wilhelminastraat in gebruik. In 1924 sloten zij zich aan bij de Gereformeerde Gemeenten en betrokken een nieuw kerkgebouw aan de Schoolstraat 4. Deze kerk had een bakstenen voorgevel die enigszins geornamenteerd was. Men ondersteunde de diensten aanvankelijk met een voorzanger, maar in 1947 kwam er een orgel, gebouwd door de firma Spiering.
In 1984 werd een grotere kerk gebouwd, naast het oude kerkje gelegen, dat nog als bijgebouw in gebruik bleef. De kerk heeft een wolfsdak waarop zich een dakruiter bevindt. De kerk heeft een orgel uit 1931, gebouwd door de firma Valckx & Van Kouteren en afkomstig uit de Zuiderkerk te Groningen, welke in 1983 werd gesloten.